# Chris Warren Jr.
Christopher Warren Jr. ou Chris Warren Jr. (nascido em 15 de Janeiro de 1990),  é um ator norte-americano que ficou conhecido após dar vida ao personagens Zeke Baylor na trilogia High School Musical. Ele é filho da atriz Brook Kerr, e de Christopher Warren, que ficou conhecido por interpretar Whitney Russel em Passions, soap opera da NBC.
Chris atuou em filmes como Love & Basketball, Hardball, e na soap opera The Bold and the Beautiful da rede CBS, onde interpretou Jimmy Ramiréz. Alguns créditos dele na televisão incluem o telefilme High School Musical do Disney Channel, onde ele interpretou o cozinheiro entusiasta Zeke, e Zoey 101, uma das séries mais bem-sucedidas da Nickelodeon. Recentemente, foi convidado a estrelar em Just Jordan, como Critter, além de ter sido convocado para reprisar seu papel de Zeke Baylor em High School Musical 2.

## Filmografia

### Televisão
- 2009 Alvin e os Esquilos 2  como Xander
- 2008 High School Musical 3 como Zeke Baylor
- 2007 High School Musical 2 como Zeke Baylor
- 2007 Just Jordan como Critter
- 2006 Hannah Montana como Cooper (1ª temporada)
- 2006 The Bernie Mac Show como Jason
- 2006 High School Musical como Zeke Baylor
- 2005 The Bold and the Beautiful como Jimmy Ramirez
- 2005 Zoey 101 como Darrell
- 1999 Becker como Rob

### Cinema
- 2009 Alvin e os Esquilos 2 como Xander
- 2008 High School Musical 3: Senior Year como Zeke Baylor
- 2007 Alvin e os Esquilos como Xander
- 2000 Love & Basketball como Marcus
- 2000 Man of Honor como Carl Brashear